# 将淖铁路
将淖铁路，位于新疆维吾尔自治区昌吉回族自治州和哈密市，全长430公里，设计时速120公里，线路西端起于乌将铁路将军庙站，东段接入红淖铁路白石湖南站，总投资103.6亿元，是国铁Ⅰ级电气化铁路。将淖铁路是一条以货运为主的区际路网干线，设计时速120公里，连通兰新铁路、临哈铁路，形成出疆北部新通道，是京津冀—西北通道的重要组成部分，是准东、三塘湖、淖毛湖等矿区建设开发的重要基础设施，也是疆煤外运的重要通道及煤化工产品外运的集运线路。
但是，由于在沿线煤炭资源开发力度提升、疆煤外运需求快速增长的条件下，将淖铁路原规划的单线能力将并不能满足疆煤外运需求。新建二线线路长392.996公里，设计时速为120公里，计划工期30个月。该项目工程有新建桥梁113座、涵洞848座、框构桥25座，改扩建车站13处（含既有站），其中具有万吨列车停靠条件的车站6座（含万吨组合分解站2座）。

## 历史
2021年4月2日，将淖铁路开工；9月29日，开始铺轨。
2023年8月22日，全线铺轨贯通。9月28日，将军庙至淖毛湖铁路增建二线项目开工。
2024年1月15日，将淖铁路正式开通运营。1月26日，将淖铁路复线工程首次环评公示。